# Brosmophycis
Brosmophycis is een monotypisch geslacht van straalvinnige vissen uit de familie van naaldvissen (Bythitidae).

## Soort
- Brosmophycis marginata (Ayres, 1854)